# Фердинанд Льонер
Фердинанд Льонер (нім. Ferdinand Lohner, * 1886, Сараєво, Боснія і Герцеговина — † 24 грудня 1954, Відень, Австрія) — австрійський та український військовий діяч і дипломат, майор, начальник штабу I-го корпусу Української Галицької армії. Військовий аташе австрійського посольства в Москві та Бонні.

## Життєпис
Народився 1886 у місті Сараєво.

### В Австрійській армії
Навчався у кадетській та офіцерській школах. Закінчив Академію генерального штабу у Відні. Брав участь у бойових діях на італійському фронті.

### В Українській Галицькій Армії
В УГА з кінця квітня 1919 р. Начальник штабу I-го корпусу Української галицької армії, згодом помічник начальника оперативного відділу при  Начальній Команді УГА. Колеги по службі відзначали його сумлінність та патріотизм, зокрема Євген Бородиєвич так написав про нього : 
| Він був німець, що тілом і душею віддався безкорисно праці в будуванню української державности. Він казав: «Люблю цей народ, його культуру, його національну армію, яка хоч находиться в недостатках, хоробро змагається з кожним ворогом України. Я хочу їй допомогти хоч-би прийшлося мені життям переплатити.»[1] |
На початку 1920 р. начальник штабу 2-ї бригади УГА. З групою генерала Антіна Кравса перейшов Карпати, щоб потрапити у Чехо-Словаччину.

### В Австрії
Після закінчення визвольних змагань проживав у Австрії, брав участь у діяльності галицьких ветеранських організацій. У 1928 взяв участь у відкритті у Відні меморіальної дошки на честь Листопадового чину.
У 1921 р. одружився з українкою Іриною Вахнянин, яка була раніше засуджена польською владою у 28 березня 1925 р. на 15 місяців ув'язнення за діяльність у лавах УВО.
З січня 1921 до травня 1923 р. працював у Військовій канцелярії Диктатора ЗУНР у Відні.
У 1924 р. став членом оргкомітету із написання історії Української Галицької Армії. Автор спогадів про українську визвольну боротьбу «Похід УГА на Київ», яку змушений був спалити під час наступу РСЧА на Австрію у 1945 р., остерігаючись за своє життя та життя рідних і близьких. 
У 1929–1938 р. працював військовим аташе австрійського посольства в Москві. Під час Другої світової війни був офіцером штабу 4-го повітряного флоту Люфтваффе, створеного у Відні. 
У 1946-1951 рр. Льонер працював у Міністерстві закордонних справ Австрії, як військовий аташе у ФРН.
Помер у Відні 24 грудня 1954 р. 

### Віднайдення могили
Похований на Мацлайнсдорфському лютеранському цвинтарі, що у 10-й дільниці Відня (Triester Str. 1, 1100). У цій же могилі у 1978 р. була похована його дружина Ірина Вахнянин. Подружжя записане в журналі реєстрації поховань як греко-католики.
Могилу і точну дату смерті Фердинанда Льонера вдалось відшукали лише у 2020 р. завдяки старанням громадської ініціативи «Врятуй могилу героя». Доти місце його смерті вважалося втраченим, а в енциклопедичних довідках подавався лише рік смерті, до того ж помилковий – 1956 р. Завдяки «Пласту» в Австрії та ініціативі "Врятуй могилу героя" вдалося зібрати кошти для ремонту пам'ятника і продовження договору оренди поховання до 2030 р.